# Вольная борьба на летних Олимпийских играх 1972 — до 52 кг
Соревнования по вольной борьбе в рамках Олимпийских игр 1972 года в наилегчайшем весе (до 52 килограммов) прошли в Мюнхене с 27 по 31 августа 1971 года во «Wrestling-Judo Hall».
Турнир проводился по системе с начислением штрафных баллов.
- 0 штрафных очков в случае чистой победы или дисквалификации противника, а также неявки;
- 0,5 штрафных очка в случае победы ввиду явного технического превосходства (на восемь и более баллов);
- 1 штрафное очко в случае победы по баллам (с разницей менее восьми баллов);
- 2 штрафных очка в случае результативной ничьей;
- 2,5 штрафных очка в случае безрезультатной ничьей (пассивной ничьей);
- 3 штрафных очка в случае поражения по баллам (с разницей менее восьми баллов);
- 3,5 штрафных очка в случае поражения ввиду явного технического превосходства соперника (на восемь и более баллов);
- 4 штрафных очка в случае чистого поражения или дисквалификации а также неявки.

Трое оставшихся борцов выходили в финал, где проводили встречи между собой. Встречи между финалистами, состоявшиеся в предварительных схватках, шли в зачёт. Схватка по регламенту турнира продолжалась 9 минут в три трёхминутных периода, в партер ставили менее активного борца. Мог быть назначен овертайм.
В наилегчайшем весе боролись 24 участника. Самым молодым участником был 17-летний Педро Пиньеда, самым возрастным 33-летний Арсен Алахвердиев.
Явного фаворита в этом весе не было: в основном претендентами на медали рассматривались сменявшие друг друга в разном порядке на подиуме последних трёх чемпионатов мира Мохаммад Горбани, Баю Баев и Али Рыза Алан. Но к удивлению на подиуме Олимпийских игр не оказалось ни одного из этих борцов. Турнир оказался продолжительным, с полноценным финалом, куда вышли отменно выступивший вице-чемпион Азиатских игр 1970 года японец Киёми Като, чемпион Европы 1972 года, советский борец Арсен Алахвердиев и совершенно непонятным образом пробившийся в финал спортсмен из Северной Кореи Ким Гван Хён. У Като было 1,5 штрафных балла, у Алахвердиева и Кима по 5,5. Като одолел обоих противников, а Алахвердиев с Кимом свели встречу вничью, и советский борец получил серебро по какому-то «невнятному и понятному лишь для специалистов последнему действию. Ким в свою очередь стал первым северокорейцем, завоевавшим медаль по борьбе на Олимпийских играх.

## Призовые места
- Киёми Като (JPN)
- Арсен Алахвердиев (URS)
- Ким Гван Хён (PRK)

## Первый круг
| Штрафных баллов | Участник 1                | Результат               | Участник 2              | Штрафных баллов |
| --------------- | ------------------------- | ----------------------- | ----------------------- | --------------- |
| 2               | Винченцо Грасси (ITA)     | Ничья                   | Баю Баев (BUL)          | 2               |
| 0,5             | Доржзовдын Ганбат (MGL)   | За явным превосходством | Мигель Алонсо (CUB)     | 3,5             |
| 1               | Арсен Алахвердиев (URS)   | По очкам                | Мохаммад Ареф (AFG)     | 3               |
| 0               | Киёми Като (JPN)          | Туше (5:57)             | Мохаммад Горбани (IRI)¹ | 4               |
| 0               | Анджей Кудельский (POL)   | Туше (8:57)             | Ванельге Кастильо (PAN) | 4               |
| 0               | Гордон Берти (CAN)        | Туше (2:14)             | Хавьер Леон (PER)       | 4               |
| 0               | Ким Ён Джун (KOR)         | Туше (4:57)             | Джимми Карр (USA)       | 4               |
| 1               | Судеш Кумар (IND)         | По очкам                | Али Рыза Алан (TUR)     | 3               |
| 0               | Хенрик Гал (HUN)          | Туше (1:56)             | Вилли Бок (GDR)         | 4               |
| 1               | Флорентино Мартинес (MEX) | По очкам                | Марио Сабатини (FRG)    | 3               |
| 1               | Петре Чиарнау (ROU)       | По очкам                | Ким Гван Хён (PRK)      | 3               |
| 0,5             | Джон Кинселла (AUS)       | За явным превосходством | Педро Пиньеда (GUA)     | 3,5             |

¹ С соревнований снялся

## Второй круг
| Штрафных баллов | Участник 1              | Результат                     | Участник 2                | Штрафных баллов |
| --------------- | ----------------------- | ----------------------------- | ------------------------- | --------------- |
| 2               | Баю Баев (BUL)¹         | Дисквалификация (пассивность) | Доржзовдын Ганбат (MGL)   | 4,5             |
| 3               | Винченцо Грасси (ITA)   | По очкам                      | Мигель Алонсо (CUB)       | 6,5             |
| 0               | Киёми Като (JPN)        | Туше (8:35)                   | Мохаммад Ареф (AFG)       | 7               |
| 1,5             | Арсен Алахвердиев (URS) | За явным превосходством       | Ванельге Кастильо (PAN)   | 7,5             |
| 1               | Гордон Берти (CAN)      | По очкам                      | Анджей Кудельский (POL)   | 3               |
| 4               | Джимми Карр (USA)       | Туше (5:56)                   | Хавьер Леон (PER)         | 8               |
| 1               | Судеш Кумар (IND)       | Туше (4:01)                   | Ким Ён Джун (KOR)         | 4               |
| 3               | Али Рыза Алан (TUR)     | Туше (1:54)                   | Вилли Бок (GDR)           | 8               |
| 0               | Хенрик Гал (HUN)        | Туше (7:41)                   | Марио Сабатини (FRG)      | 7               |
| 3               | Ким Гван Хён (PRK)      | Туше (7:47)                   | Флорентино Мартинес (MEX) | 5               |
| 1               | Петре Чиарнау (ROU)     | Туше (4:16)                   | Педро Пиньеда (GUA)       | 7,5             |
| 0,5             | Джон Кинселла (AUS)     | Пропускал                     |                           |                 |

¹ С соревнований снялся

## Третий круг
| Штрафных баллов | Участник 1              | Результат   | Участник 2                | Штрафных баллов |
| --------------- | ----------------------- | ----------- | ------------------------- | --------------- |
| 4               | Винченцо Грасси (ITA)   | По очкам    | Джон Кинселла (AUS)       | 3,5             |
| 2,5             | Арсен Алахвердиев (URS) | По очкам    | Доржзовдын Ганбат (MGL)   | 7,5             |
| 0               | Киёми Като (JPN)        | Туше (2:55) | Анджей Кудельский (POL)   | 7               |
| 1               | Гордон Берти (CAN)      | Туше (3:35) | Джимми Карр (USA)         | 8               |
| 4               | Али Рыза Алан (TUR)     | По очкам    | Ким Ён Джун (KOR)         | 7               |
| 1               | Судеш Кумар (IND)       | Туше (7:07) | Флорентино Мартинес (MEX) | 9               |
| 4               | Ким Гван Хён (PRK)      | По очкам    | Хенрик Гал (HUN)          | 3               |
| 1               | Петре Чиарнау (ROU)     | Пропускал   |                           |                 |

## Четвёртый круг
| Штрафных баллов | Участник 1              | Результат               | Участник 2            | Штрафных баллов |
| --------------- | ----------------------- | ----------------------- | --------------------- | --------------- |
| 1,5             | Петре Чиарнау (ROU)     | За явным превосходством | Джон Кинселла (AUS)   | 7               |
| 2,5             | Арсен Алахвердиев (URS) | Туше (7:43)             | Винченцо Грасси (ITA) | 8               |
| 0,5             | Киёми Като (JPN)        | За явным превосходством | Гордон Берти (CAN)    | 3,5             |
| 1               | Судеш Кумар (IND)       | Туше (3:17)             | Хенрик Гал (HUN)      | 7               |
| 4,5             | Ким Гван Хён (PRK)      | За явным превосходством | Али Рыза Алан (TUR)   | 7,5             |

## Пятый круг
| Штрафных баллов | Участник 1              | Результат | Участник 2          | Штрафных баллов |
| --------------- | ----------------------- | --------- | ------------------- | --------------- |
| 4,5             | Арсен Алахвердиев (URS) | Ничья     | Петре Чиарнау (ROU) | 3,5             |
| 1,5             | Киёми Като (JPN)        | По очкам  | Судеш Кумар (IND)   | 4               |
| 5,5             | Ким Гван Хён (PRK)      | По очкам  | Гордон Берти (CAN)  | 7,5             |

## Шестой круг
| Штрафных баллов | Участник 1              | Результат   | Участник 2          | Штрафных баллов |
| --------------- | ----------------------- | ----------- | ------------------- | --------------- |
| 1,5             | Киёми Като (JPN)        | Туше (1:35) | Петре Чиарнау (ROU) | 7,5             |
| 5,5             | Арсен Алахвердиев (URS) | По очкам    | Судеш Кумар (IND)   | 7               |
| 5,5             | Ким Гван Хён (PRK)      | Пропускал   |                     |                 |

## Финал

### Встреча 1
| Штрафных баллов | Участник 1              | Результат | Участник 2         | Штрафных баллов |
| --------------- | ----------------------- | --------- | ------------------ | --------------- |
|                 | Арсен Алахвердиев (URS) | Ничья     | Ким Гван Хён (PRK) |                 |
|                 | Киёми Като (JPN)        | Пропускал |                    |                 |

### Встреча 2
| Штрафных баллов | Участник 1              | Результат | Участник 2         | Штрафных баллов |
| --------------- | ----------------------- | --------- | ------------------ | --------------- |
|                 | Киёми Като (JPN)        | По очкам  | Ким Гван Хён (PRK) |                 |
|                 | Арсен Алахвердиев (URS) | Пропускал |                    |                 |

### Встреча 3
| Штрафных баллов | Участник 1         | Результат | Участник 2              | Штрафных баллов |
| --------------- | ------------------ | --------- | ----------------------- | --------------- |
|                 | Киёми Като (JPN)   | По очкам  | Арсен Алахвердиев (URS) |                 |
|                 | Ким Гван Хён (PRK) | Пропускал |                         |                 |